# 1920년 하계 올림픽 메달 집계
1920년 하계 올림픽 메달 집계는 1920년 하계 올림픽에서 획득한 메달 순으로 매긴 각국의 국가 올림픽 위원회들의 목록이다.

## 메달 집계
다음은 국제 올림픽 위원회에서 제공하는 정보를 토대로 한 표로, 금메달 · 은메달 · 동메달의 수 순서로 랭킹을 매긴다. 금은동의 수가 모두 동률일 경우, 같은 순위가 되고 IOC 국가 부호의 알파벳 순으로 목록에 표시한다.
주최국인 벨기에는 연보라색으로 표시되어 있다.
  주최국 (벨기에)
| 순위 | 국가            | 금메달 | 은메달 | 동메달 | 합계 |
| ---- | --------------- | ------ | ------ | ------ | ---- |
| 1    | 미국            | 41     | 27     | 27     | 95   |
| 2    | 스웨덴          | 19     | 20     | 25     | 64   |
| 3    | 영국            | 15     | 15     | 13     | 43   |
| 4    | 핀란드          | 15     | 10     | 9      | 34   |
| 5    | 벨기에          | 14     | 11     | 11     | 36   |
| 6    | 노르웨이        | 13     | 9      | 9      | 31   |
| 7    | 이탈리아        | 13     | 5      | 5      | 23   |
| 8    | 프랑스          | 9      | 19     | 13     | 41   |
| 9    | 네덜란드        | 4      | 2      | 5      | 11   |
| 10   | 덴마크          | 3      | 9      | 1      | 13   |
| 11   | 남아프리카 연방 | 3      | 4      | 3      | 10   |
| 12   | 캐나다          | 3      | 3      | 3      | 9    |
| 13   | 스위스          | 2      | 2      | 7      | 11   |
| 14   | 에스토니아      | 1      | 2      | 0      | 3    |
| 15   | 브라질          | 1      | 1      | 1      | 3    |
| 16   | 오스트레일리아  | 0      | 2      | 1      | 3    |
| 17   | 일본            | 0      | 2      | 0      | 2    |
| 17   | 스페인          | 0      | 2      | 0      | 2    |
| 19   | 그리스          | 0      | 1      | 0      | 1    |
| 19   | 룩셈부르크      | 0      | 1      | 0      | 1    |
| 21   | 체코슬로바키아  | 0      | 0      | 2      | 2    |
| 22   | 뉴질랜드        | 0      | 0      | 1      | 1    |
| 합계 | 합계            | 156    | 147    | 136    | 439  |